# Richard Henning
Richard Garth Henning (ur. 17 października 1964 w Nowym Jorku) – amerykański duchowny rzymskokatolicki, doktor teologii biblijnej, biskup pomocniczy Rockville Centre w latach 2018–2022, biskup koadiutor Providence w 2023, biskup diecezjalny Providence w latach 2023–2024, arcybiskup metropolita bostoński od 2024.

## Życiorys
18 maja 1991 w katedrze św. Agnieszki w Rockville Centre został wyświęcony na prezbitera przez miejscowego biskupa diecezjalnego Johna Raymonda McGanna. Przez wiele lat pracował w seminarium w Huntington, a w 2012 został jego rektorem. Był też m.in. dyrektorem instytutu formacyjnego dla księży oraz wikariuszem biskupim dla centralnej części diecezji.
8 czerwca 2018 papież Franciszek prekonizował go biskupem pomocniczym diecezji Rockville Centre ze stolicą tytularną Tabla. Święcenia biskupie otrzymał 24 lipca 2018 w katedrze św. Agnieszki w Rockville Centre. Udzielił mu ich John Barres, biskup diecezjalny Rockville Centre, w asyście Williama Francisa Murphy, biskupa seniora Rockville Centre, i Roberta Brennana, biskupa pomocniczego Rockville Centre. Jako zawołanie biskupie przyjął słowa „Put out into the deep” (Wypłyń na głębię).
23 listopada 2022 papież Franciszek przeniósł go na urząd biskupa koadiutora diecezji Providence. 1 maja 2023, po przyjęciu przez papieża rezygnacji biskupa Thomasa Tobina, objął kanonicznie urząd biskupa diecezjalnego.
5 sierpnia 2024 papież Franciszek mianował go arcybiskupem metropolitą bostońskim. Ingres do archikatedry św. Krzyża w Bostonie, w trakcie którego kanonicznie objął urząd, odbył 31 października 2024. Paliusz otrzymał z rąk papieża Leona XIV w dniu 29 czerwca 2025.